# Peter Luttenberger
« Luttenberger » redirige ici.  Pour la chanteuse autrichienne, voir Luttenberger*Klug.
Peter Luttenberger est un coureur cycliste autrichien né le 13 décembre 1972 à Bad Radkersburg. 

## Biographie
Peter Luttenberger est devenu professionnel en 1995. L'année suivante, il remporte le Tour de Suisse puis dispute son premier Tour de France qu'il termine, à la surprise générale, cinquième du classement général, (grâce à ses excellentes prestations en montagne) devant des coureurs tels que Tony Rominger ou encore Miguel Indurain. Après avoir couru pour l'équipe Carrera Jeans pendant deux ans, il rejoint l'équipe Rabobank en 1997. Là encore, il réalise un excellent Tour terminant à une encourageante treizième place. Il reste dans l'équipe néerlandaise pendant deux ans puis signe un contrat avec la ONCE. En 2001, il rejoint l'équipe italienne Tacconi Sport puis signe chez CSC en 2003. 
Le 3 janvier 2013, un ancien coéquipier l'accuse anonymement de s'être dopé lorsqu'il courait au sein de l'équipe Rabobank.

## Palmarès

### Palmarès amateur
- 1991
  - 3e de l'Uniqa Classic
  - 3e de Bassano-Monte Grappa
- 1992
  - 5e étape du Tour d'Autriche (contre-la-montre)
  - 2e de l'Uniqa Classic
  - 2e du Tour d'Autriche
  - 2e du Tour de Rhénanie-Palatinat
- 1993
  -  Champion d'Autriche sur route
  - 1re étape du Tour d'Autriche
  - Tour de Lombardie amateurs
  - Coppa Città di San Daniele
- 1994
  - Giro del Mendrisiotto
  - 2e du Trofeo Gianfranco Bianchin
  - 3e du Trofeo Alcide Degasperi

### Palmarès professionnel
- 1996
  - Tour de Suisse :
    - Classement général
    - 6e étape

  - 5e du Tour de France
- 1998
  -  Champion d'Autriche du contre-la-montre
  - 5e étape du Tour d'Autriche
- 2000
  - 4e étape du Tour de France (contre-la-montre par équipes)
  - 1re étape du Tour de Catalogne (contre-la-montre par équipes)
- 2001
  - 2e du championnat d'Autriche du contre-la-montre
- 2002
  - 2e de la Semaine internationale Coppi et Bartali
  - 3e du Tour d'Autriche
  - 7e du Tour de Suisse
- 2004
  - 2e du championnat d'Autriche du contre-la-montre
- 2006
  -  Champion d'Autriche du contre-la-montre
  - 1reb étape de la Semaine internationale Coppi et Bartali (contre-la-montre par équipes)

## Résultats sur les grands tours

### Tour de France
5 participations
- 1996 : 5e
- 1997 : 13e
- 2000 : 21e, vainqueur de la 4e étape (contre-la-montre par équipes)
- 2002 : abandon (14e étape)
- 2003 : 13e

### Tour d'Italie
3 participations
- 1999 : 19e
- 2001 : 12e
- 2005 : 87e

### Tour d'Espagne
7 participations
- 1995 : abandon (12e étape)
- 1997 : abandon (13e étape)
- 1999 : abandon (8e étape)
- 2000 : abandon (11e étape)
- 2002 : 81e
- 2003 : 62e
- 2004 : 85e

## Distinction
- Cycliste autrichien de l'année : 1996